# Urban Honolulu
Urban Honolulu es un lugar designado por el censo ubicado en el condado de Honolulu en el estado estadounidense de Hawái. En el año 2010 tenía una población de 337 256 habitantes.

## Geografía
Urban Honolulu se encuentra ubicado en las coordenadas 21°19′52″N 157°50′35″O / 21.33111, -157.84306.